# FAW J6
FAW J6 — сімейство важких вантажівок китайської компанії FAW з оригінальними кабінами власного виробництва, що виготовляється з червня 2007 року.

## Опис

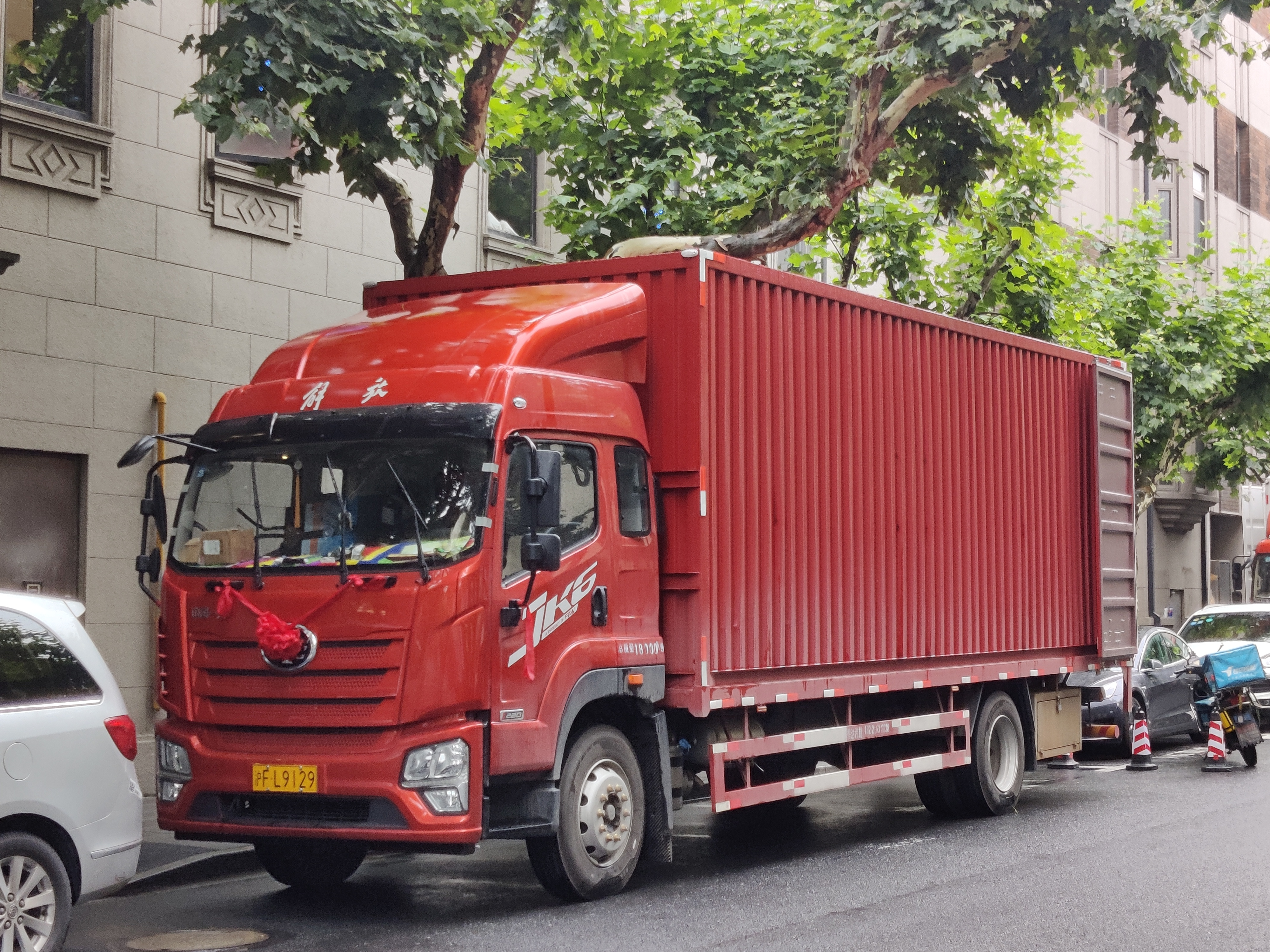
FAW JK6

В порівнянні з FAW J5 втомобілі отримали нову, більш комфортну кабіну, що доступна в трьох варіантах: низька-коротка, низька довга зі спальним місцем і висока довга.
Передній бампер - трьохелементний, сталевий, зручний в ремонті. Під ним - масивний протипідкатний брус. Система освітлення - чотирьохфарна.
Кабіна широка (2500 мм), зі спальником, в двох варіантах по висоті. Низьку кабіну ставлять переважно на самоскиди: її внутрішня висота 153 см. Флагманська кабіна висока: від підлоги до стелі майже два метри.
Розмір спального матрацу 220×70 см. Тунель моторного відсіку відносно невисокий (36 см), але тягнеться від панелі приладів до задньої стінки, з'їдаючи місце під спальником. Панель приладів вирішена в чорно-синіх тонах, тканинні вставки в оббивці кабіни - строкаті. Панель добре закріплена.
Прилади - з чорно-білим дисплеєм, на який виводиться миттєву витрату палива, тиск масла, напруга в мережі. Рульова колонка - з регулюванням кута нахилу і висоти керма. Водійське сидіння з пневмопідвіскою і з широкими діапазонами регулювань - відомої фірми ISRI, яка має свої заводи в Китаї.
Паливна апаратура Common Rail - виробництва Bosch, турбокомпресор - Holset (підрозділ Cummins). Китайці розробляли свій дизель спільно з австрійською компанією AVL.
В кінці 2010 року дебютувала середньовантажна модель FAW J6L.
Автомобілі FAW J6 комплектуються дизельними двигунами Xichai з системою Common Rail компанії Bosch потужністю від 150 до 420 к.с. (Євро-2 - Євро-5). Щеплення однодискове сухе.

## Модифікації
- FAW J6F — легка низькорамна безкапотна вантажівка (110-130 к.с.):
  - CA1086 4x2
  - CA1081 4x2
  - CA1043 4x2
  - CA1041 4x2
- FAW J6L — близькомагістральна середньовантажна низькорамна безкапотна вантажівка (150-220 к.с.)
- FAW J6M — середньомагістральна важковантажна безкапотна вантажівка (260-320 к.с.):
- FAW J6P — важковантажна безкапотна вантажівка (260-420 к.с.):
  - FAW CA3250 — самоскид 6х4 з двигунами 7,1 л BF6M1013-2 потужністю 260 к.с. та 8,6 л CA6DL2-37E4 потужністю 375 к.с.
  - FAW CA3310 — самоскид 8х4 з двигуном 11,0 л CA6DM2–39E4 потужністю 390 к.с.
  - FAW CA5250 — бетонозмішувач 6х4 з двигуном 8,6 л CA6DL2-37E4 потужністю 375 к.с.
  - FAW CA4180 — сідловий тягач 4х2 з двигуном 11,0 л CA6DM2–42E4 потужністю 420 к.с.
  - FAW CA4250 — сідловий тягач 6х4 з двигуном 11,0 л CA6DM2–42E4 потужністю 420 к.с.
- FAW JH6 — флагманський сідловий тягач (420 к.с.)
- FAW JK6 — середньомагістральна важковантажна безкапотна вантажівка (290-380 к.с.):
  - CA4186 4x2 7,7 л CA6DL1-29E5 потужністю 290 к.с.
  - CA4256 4x2 9,7 л Weichai WP10.380E32 потужністю 380 к.с.